# Rejon nowogrodzki (obwód czernihowski)
Rejon nowogrodzki (ukr. Новгород-Сіверський район, rejon nowogrodzko-siewierski) – rejon na Ukrainie, w obwodzie czernihowskim, z siedzibą w Nowogrodzie Siewierskim. Jego powierzchnia wynosi 4630,4 km², zaś liczba ludności wynosi 64,1 tys. osób.
Na terenie rejonu znajduje się 4 hromady:
- 2 miejskie:
  - Nowogród Siewierski(inne języki)
  - Semeniwka(inne języki)
- 2 sełyszczne(inne języki):
  - Korop(inne języki)
  - Ponornycia(inne języki)

Rejon został utworzony 19 lipca 2020 roku decyzją Rady Najwyższej z 17 lipca 2020 roku o przeprowadzeniu reformy administracyjno-terytorialnej Ukrainy. W jego skład weszły dotychczasowe rejony:
- nowogrodzki
- koropski
- semeniwski (w większości)
- Nowogród Siewierski (dotychczas miasto wydzielone)